# Canale maestro della Chiana
Il Canale Maestro della Chiana è un canale artificiale realizzato su ordine della Repubblica di Firenze del 1338 per dare avvio alla bonifica della Val di Chiana, subito rallentata dalla costruzione della Chiusa dei Monaci in tale canale (scavato nella roccia), ripresa da Cosimo I de' Medici nel XVI secolo e proseguita nei secoli successivi, specialmente dopo gli accordi tra Granducato di Toscana e Stato Pontificio che agevolarono la grande bonifica del XVIII-XIX secolo in seno alla quale il Canale Maestro fu portato dall’ing. Alessandro Manetti in direzione di Valiano e del Lago di Montepulciano (collegato al Lago di Chiusi da un Canale di Comunicazione e alimentato da immissari tra i quali spicca il torrente Tresa), da cui oggi ha origine, grazie a possenti arginature e agli Allaccianti di Destra e di Sinistra, essendo stato sempre progressivamente migliorato, anche nel XX secolo.

## Idrologia

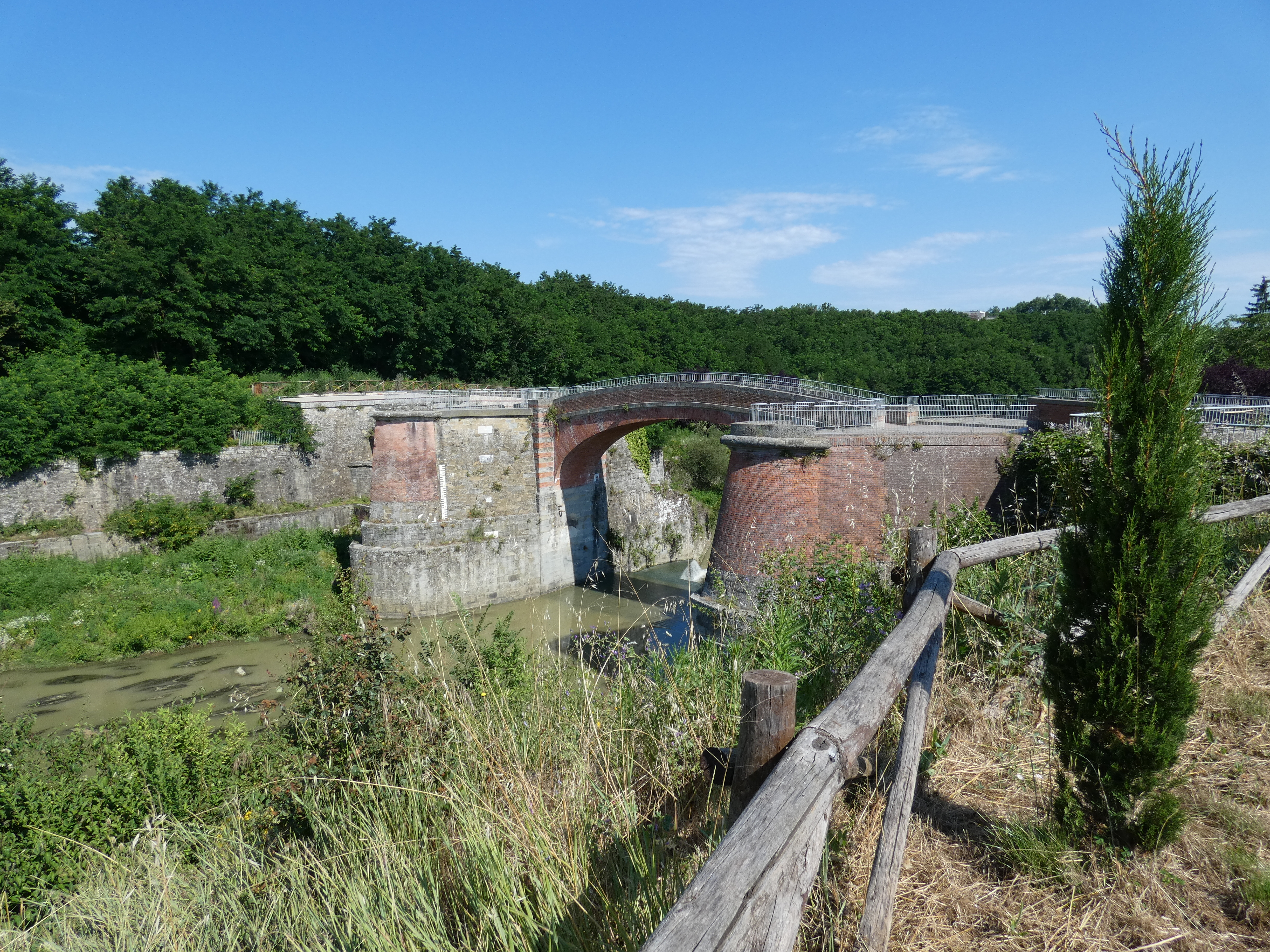
La Chiusa dei Monaci sul Canale maestro della Chiana in prossimità di Arezzo

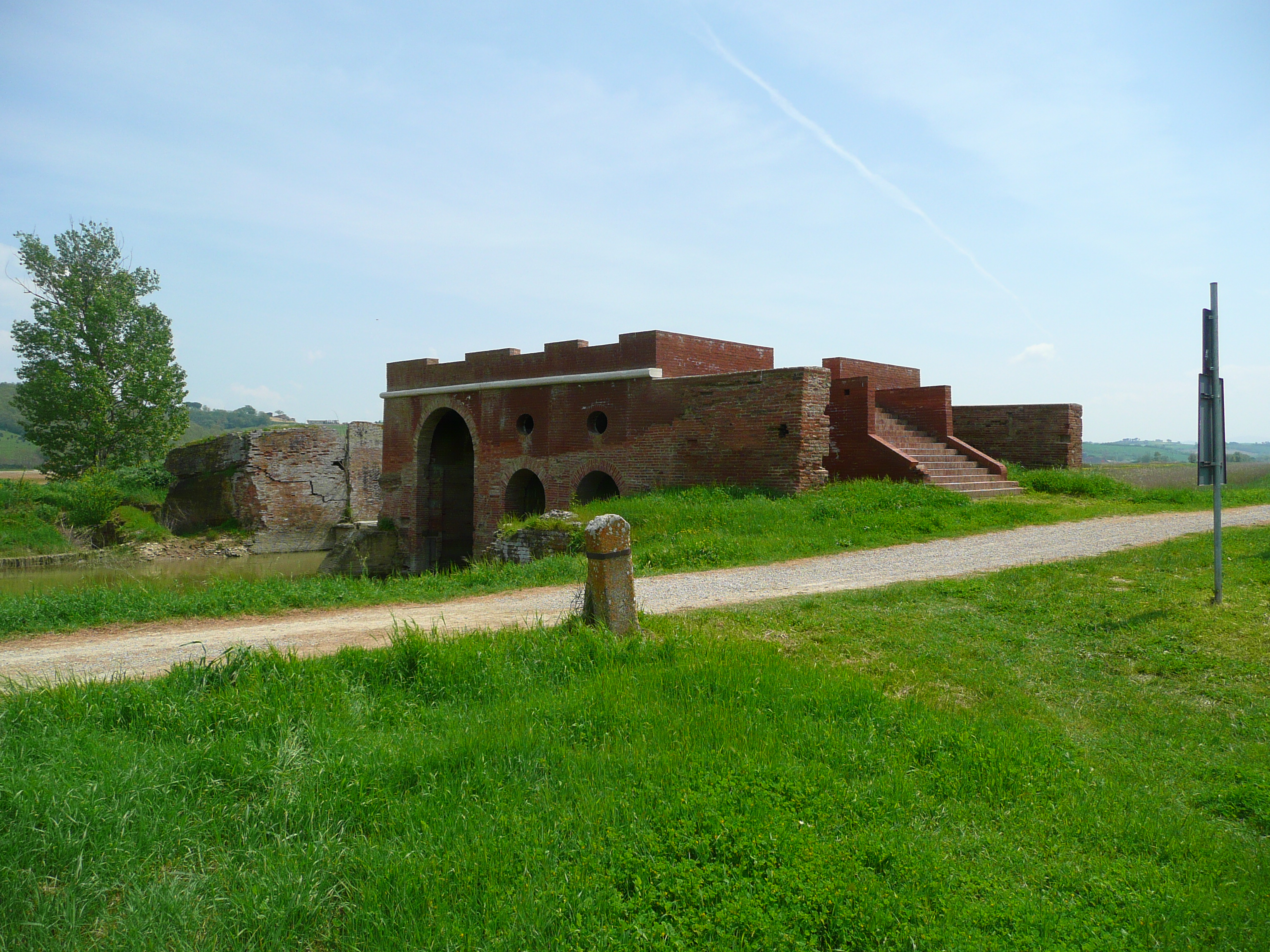
Il Callone di Valiano sul Canale maestro della Chiana a Valiano nel comune di Montepulciano

Il canale raccoglie le acque dei corsi d’acqua dell’intera Val di Chiana settentrionale (Bacino Idrografico dell’Arno), la quale ha origine dall’Argine di Separazione del 1780 (posto tra Chiusi e Po’ Bandino) e dalle chiuse meccanizzate sui torrenti Moiano, Maranzano, Rio Maggiore e Tresa (immissari del Lago Trasimeno tramite il Canale Anguillara) il cui corso, tramite un complesso sistema idraulico, durante le piene può essere deviato verso il Lago di Chiusi il quale, ricevute le acque di vari immissari (tosco-umbri), ha come emissario il Canale di Comunicazione che alimenta il Lago di Montepulciano, essendo ambedue i laghi in provincia di Siena. In seguito, dopo aver percorso 62 km, il Canale Maestro si getta nell'Arno (di cui è affluente di sinistra) nei pressi delle località di Monte Sopra Rondine e di Ponte Buriano (in provincia di Arezzo). I suoi principali tributari, tutti a regime torrentizio, sono da sinistra il Parce, il Salarco, il Salcheto, la Foenna e l'Esse di Foiano della Chiana e da destra il Mucchia, la Fossetta, l'Esse di Cortona, il canale di Montecchio Nuovo, il Torrente Vingone e il Castro.

## Storia
Anticamente l'Arno Casentinese percorreva la valle del Clanis (oggi Val di Chiana) verso sud unendosi al Tevere presso Orvieto; circa 2500 anni fa l'Arno terminò di erodere l'odierna soglia d'ingresso nel Val d’Arno Superiore con l'opera degli Etruschi, abbandonando definitivamente il Ramo Teverino affluente della Val di Chiana. Lungo il corso del Clanis sorsero quattro lucomonie etrusche: Arezzo, Cortona, Chiusi e Orvieto.
Dopo la conquista romana dell'Etruria (III sec. a.C.) fu costruito un canale artificiale sotterraneo (emissario romano di San Savino) per portare le acque del Trasimeno nel torrente Caina in Val Tiberina anziché nella valle del Clanis (presso Chiusi), il quale era un fiume navigabile, che dai colli di Chiani e San Zeno, a ovest di Arezzo, passando sotto Chiusi e Orvieto giungeva al Tevere dopo aver ricevuto le acque del torrente Paglia, suo affluente.
Nel periodo romano il fiume fu usato per trasportare cereali, legname e merci a Roma. I cereali di cui era ricca la valle del Clanis erano stoccati e lavorati nel porto romano oggi detto “di Pagliano” alla confluenza tra Clanis e Tevere, e da lì portati con imbarcazioni più grandi al porto imperiale di Roma. In questo periodo Chiusi e Arezzo divennero strategici municipi, mentre Cortona e Orvieto persero d'importanza. Quasi parallelamente al Clanis, Roma costruì la Cassia Vetus (II secolo a.C.), l'infrastruttura stradale romana più celebre e importante, che consentiva il collegamento tra Roma, Sutri, Bolsena, Chiusi, Arezzo, Fiesole e Pisa).
Nel 17 d.C. il Senato romano vagliò il progetto d'invertire una parte delle acque del fiume Clanis per portarle in Arno, ma esso non fu messo in pratica. Furono nondimeno realizzate alcune chiuse di piccole dimensioni per rendere il Tevere navigabile durante le secche estive, in occasione delle nundinae; da tali piccole chiuse l'acqua era rilasciata periodicamente per fare arrivare le imbarcazioni fluviali al porto di Ripetta senza che si arenassero.
Nell'alto medioevo l'intero bacino del Clanis ebbe come unica capitale Chiusi (Clusium), prefettura bizantina, capitale di ducato longobardo, capitale di gastaldo e, dal 900 circa, capitale della marca meridionale della Tuscia lucchese. Sul finire del secolo X si ricostituì l'impero germanico e si affrancarono emergenti città-stato quali Arezzo, Orvieto, Perugia e Siena che lottavano per ampliare il loro territorio a danno della storica capitale “Clusina”. Per conquistarla, gli Orvietani fra il 1052 e il 1055 costruirono una grande diga nel fondovalle presso l'odierna Carnaiola di Fabro per allagare la valle e isolare Chiusi, impedendo a Perugia di raggiungere tale città nonché a Siena di conquistare gli opposti crinali. Il fondovalle e la Cassia furono quindi inondati e a monte del grande invaso, a causa dei sedimi che si depositavano agli estuari dei torrenti, con effetto a catena cominciò l'impaludamento che alla fine del secolo XI raggiungerà la piana di San Zeno presso la città di Arezzo.
Il Muro Grosso, questo il nome storico della diga, allagava una valle della pendenza di circa lo 0,5/1000 e fungeva da serbatoio per il mulino di Ficulle che lavorava senza sosta anche d'estate, con lauti guadagni per i proprietari ficullesi.
Nel secolo XIV, a seguito della costruzione per ordine del Comune di Firenze di un canale artificiale (fossatum novum) che drenò le acque paludose dalle Chiane in Arno, i monaci del monastero di SS. Flora e Lucilla di Arezzo abbandonarono il mulino sul torrente Castro, nel bacino idrografico dell'Arno, per erigere un'industria molitoria nell'artificiale fossatum novum (oggi "canale maestro") che, ampliato a più riprese, aveva molta più acqua del Castro costruendovi il serbatoio-diga detto “chiusa dei Monaci”, inizialmente ligneo e distrutto innumerevoli volte dalle acque di piena. I monaci intravidero subito nell'uso delle acque delle Chiane un'attività molitoria che permetteva loro di lavorare annualmente senza interruzione, ma la chiusa non migliorò certo la salubrità della valle dove purtroppo si moriva spesso di malaria.
All'inizio del Cinquecento Leonardo da Vinci rappresenta la val di Chiana completamente impaludata, con il displuvio spartiacque situato, in quel momento, nella pianura sottostante il castello di Foiano della Chiana.
Dal 1551, su impulso dei Medici e del vescovo di Melfi, con beneplacito del papa toscano Giulio III, l'ingegnere Rafael Bombelli fu incaricato di abbattere la diga del Muro Grosso e bonificare il fondovalle verso Chiusi; analoghe bonifiche furono iniziate dai Medici nelle Chiane verso Arezzo dopo la sconfitta di Siena nella celebre battaglia di Scannagallo.
Morto Giulio III nel 1555, i lavori di bonifica tra Chiusi e il Muro Grosso si arrestarono per volontà di potenti famiglie romane antimedicee, che boicottarono i lavori di bonifica del Bombelli.
Nel 1600 papa Clemente VIII ripristinò il Muro Grosso e fece altre due dighe (Bastione di Clemente VIII e Buterone) a ridosso di Chiusi inondando per la seconda volta la valle con il pretesto di proteggere Roma dalle alluvioni (l'alluvione di Roma del 24 dicembre 1598 fu causata da mulini natanti incastrati nei ponti in pietra sul Tevere durante la piena: il "Ponte Rotto" sul Tevere, a Roma, costituisce la testimonianza della rottura di un ponte in pietra su cui si erano incastrati i mulini natanti durante quella piena), ma Clemente VIII, di famiglia antimedicea, incolpò pretestuosamente la val di Chiana.
A testimonianza della vivacità dei collegamenti tra le varie comunità della valle, erano presenti sulle rive della vasta palude, che in taluni punti arrivava a tre km. di ampiezza e tre metri di profondità, numerosi approdi e porticcioli (Ponte alla Nave, Pieve al Toppo, Pigli, Puliciano, Alberoro, Cesa, Brolio, Foiano, Farneta, Cignano, Fasciano, Bettolle, Creti, Manziana, Cortona, Chianacce, porto nuovo di Torrita). 
Le progressive bonifiche permisero il recupero di molte terre agricole che divennero di proprietà della Corona (fattorie dell'Acquaviva, Bastardo, Chianacce, Dolciano, Paglieti) e dell'Ordine equestre di Santo Stefano (fattorie di Badia, Fontarronco, Pozzo, Tegoleto dal 1793, Foiano, Bettolle, Montecchio, Brolio, Frassineto, Creti nel 1787).
Nel 1601 Clemente VIII creò la diocesi di Città della Pieve, ponendovi un vescovo di sua fiducia, per presidiare le dighe pontificie e i confini. Successivamente la bonifica in Toscana fu proseguita dai tecnici granducali e dai Cavalieri di Santo Stefano che destinavano le rendite delle fattorie alla flotta militare toscana. Dopo le opere di bonifica granducali fatte intorno al 1680 tra i laghi di Montepulciano e Chiusi, lo Stato Pontificio costruì e ultimò la diga del "Campo alla Volta". Così, per tutelarsi dalle acque che di nuovo risalivano e dopo la mancata stipula di un concordato nel 1718, a Valiano di Montepulciano il Granduca eresse una diga con regolatore centrale (Callone) nel 1723, essendo ormai la bonifica della val di Chiana Toscana a buon punto. 
Per contropartita, nel 1726 lo Stato Pontificio realizzò un analogo regolatore nella diga Campo alla Volta denominato Callone Pontificio, modificato nel 1780. Nella parte toscana fu reso navigabile ad uso commerciale per il trasporto delle derrate su navicelli da settembre a maggio, portandolo ad una larghezza di circa mt. 6.
Nel 1780 si stipulò infatti un nuovo concordato per posizionare l'argine spartiacque tra la val di Chiana Toscana e quella Romana il quale fu realizzato tra l'argine destro del torrente Montelungo presso Chiusi Scalo da un lato e Po' Bandino dalla parte umbra, come lo si può vedere oggi. 
Nel 1792 il Muro Grosso fu parzialmente modificato nella parte centrale e la Chiusa aretina, alta circa 12 m, fu abbassata di sole due braccia (m. 1,17). Sul finire del secolo XVIII Vittorio Fossombroni, incaricato di proseguire la bonifica delle Chiane, anziché abbattere la Chiusa dei Monaci onde prosciugare velocemente una buona parte della Val di Chiana, continuò le colmate utilizzando i torrenti e dichiarando che in base ai suoi calcoli dopo 62 anni, cioè nel 1851, la bonifica sarebbe terminata.
L'ing. Alessandro Manetti suo successore, giovane agrimensore di grande talento, spinto dal Granduca Leopoldo II a ultimare la bonifica, accortosi d'incongruenze valutative nel progetto fossombroniano relative, tra l'altro, ai tempi di bonifica e alla scelta di non smantellare la Chiusa dei Monaci, poiché le perduranti colmate rischiavano di seppellire i terreni già bonificati e le Case Leopoldine già realizzate, progettò gli allaccianti di destra e di sinistra per salvare definitivamente la Val di Chiana.
Manetti, con l'approvazione del Granduca, fece abbattere la chiusa dei Monaci e realizzò gli allaccianti di destra e di sinistra del canale maestro della Chiana ancor oggi funzionanti, perno del sistema idraulico delle acque di collina della Val di Chiana.
Dopo l'epoca granducale la bonifica fu proseguita da tecnici del Genio Civile di Arezzo quali Possenti, Baccarini, Rampazzi, Testi; altri lavori furono eseguiti nel sec. XX. Oggi, per precise scelte politiche e notevoli opere di colmata degli ultimi secoli, il punto più alto del fondovalle originale è a Chiusi Scalo dove esiste l'argine di separazione tra Val di Chiana toscana (Chiusi-Arezzo) e Val di Chiana romana (Chiusi-Tevere).
A documentare la vasta palude che occupava il fondovalle vi sono ancora numerosi toponimi che ricordano gli antichi scali e traghetti (detti popolarmente "Passi") che si affacciavano sullo specchio d'acqua.
Ancora nel XVIII secolo erano presenti:
- Ponte alla Nave, punto di traghetto a sud di Chiani, vi sbarcavano le granaglie dirette a Firenze
- Pieve al Toppo, scalo e "passo" per Arezzo
- porto di Pilli o Pigli, con traghetto
- porto di Puliciano con traghetto
- porto di Alberoro con traghetto
- porto di Cesa con traghetto, usato per i prodotti delle proprietà vescovili della contea omonima
- porto di Brolio ad uso delle fattorie circostanti
- porto di Foiano
- porto di Torrita
- porto di Bettolle
- porto di Farneta
- porto di Creti
- porto di Cortona o delle Chianacce con traghetto
- porto di Querce Grossa con traghetto
- Callone di Valiano, limite meridionale di navigazione della Chiana.

Lungo il Canale Maestro della Chiana corre Il Sentiero della Bonifica, che ne segue l'argine dall'origine alla foce. Un tempo costituente la strada utilizzata per la manutenzione del canale, il Sentiero della bonifica è oggi aperto alla circolazione pedonale e di biciclette.

## Il fiume oggi

### Ittiologia
L'ittiofauna del canale è assai varia e simile a quella del vicino lago Trasimeno. Le principali specie, in gran parte appartenenti alla famiglia dei ciprinidi, sono alborelle, anguille, carassi, carpe, cavedani, gambusie, lucci, pseudorasbore, persici reali, persici sole, persici trota e tinche. Nella parte alta del canale, invece, si ritrovano alcune specie ittiche dell'Arno, quali barbi tiberini, cavedani etruschi, rovelle e vaironi.

### Problemi di inquinamento
Nonostante la suddetta varietà ittiofaunistica, ormai da diversi anni le acque del canale presentano allarmanti fenomeni di inquinamento. Costituendo il sistema drenante delle acque chianine, su di esso si raccolgono gran parte degli scarichi dei centri abitati locali e dei rifiuti industriali. Le numerose stazioni di rilevamento installate hanno segnalato addirittura la presenza di metalli pesanti altamente tossici, palesando la necessità di un impianto di trattamento delle acque reflue.